# طوماش سوسلوف
طوماش سوسلوف هو لاعب كرة قدم سلوفاكي، ولد في 7 يونيو 2002 في سبيشسكا نوفا فيس في سلوفاكيا. لعب مع نادي غرونينغن.

## وصلات خارجية
- طوماش سوسلوف على موقع الاتحاد الدولي (مؤرشف)  (الإنجليزية)
- طوماش سوسلوف على موقع الاتحاد الأوربي (الإنجليزية)
- طوماش سوسلوف على موقع قاعدة بيانات كرة القدم.إي يو (الإنجليزية)
- طوماش سوسلوف على موقع بيانات كرة القدم. دي إي (الألمانية)
- طوماش سوسلوف على موقع ناشيونال فوتبول تيمز (الإنجليزية)
- طوماش سوسلوف على موقع Soccerway.com (الإنجليزية)
- طوماش سوسلوف على موقع عالم كرة القدم.نت (الإنجليزية)